# Evita Xintara
Evita Xintara (grekiska: Εβίτα Ξηντάρα), född 9 februari 1993 i Aten, Grekland, är en volleybollspelare (libero).
Xintara spelar med Greklands landslag. På klubbnivå har hon spelat hela sin karriär i Grekland.